# Siphonaria crenata
Siphonaria crenata is een slakkensoort uit de familie van de Siphonariidae. De wetenschappelijke naam van de soort is voor het eerst geldig gepubliceerd in 1827 door Blainville.